# 凯米拉
凯米拉（芬蘭語：Kemira Oyj,OMX： KEMIRA）是一家总部位于芬兰赫尔辛基的化工行业集团。凯米拉有两个主要的业务部门：纸浆及纸张、工业及用水。凯米拉的总部位于芬兰赫尔辛基。
安蒂·萨尔米宁（Antti Salminen）自 2024年2月起担任凯米拉总裁兼首席执行官。
2019年凯米拉的年收入约为27亿欧元，雇员数量超过5000名。凯米拉的股票在赫尔辛基证券交易所上市。

## 发展
2023年12月，凯米拉以2.6亿欧元价格将它们的石油和天然气化学品业务板块剥离给印度Artek集团旗下的美国子公司Sterling Specialty Chemicals。

## 业务板块
业务按客户可划分为两部分：制浆与造纸业务占集团收入占60%，工业与水处理业务占40%。